# Epes
Epes es un pueblo ubicado en el condado de Sumter en el estado estadounidense de Alabama. En el censo de 2000, su población era de 206. 

## Demografía
En el 2000 la renta per cápita promedia del hogar era de 25 625 $, y el ingreso promedio para una familia era de 38 125 $. El ingreso per cápita para la localidad era de 10 404 $. Los hombres tenían un ingreso per cápita de 25 833 $ contra 14 583 $ para las mujeres.

## Geografía
Epes está situado en 32°41′26″N 88°7′27″O / 32.69056, -88.12417 (32.690497, -88.124182)..
Según la Oficina del Censo de los EE. UU., la ciudad tiene un área total de 1.92 millas cuadradas (4.98 km²).